# اسپیت‌بال سیدی
اسپیت‌بال سِـیدی (انگلیسی: Spit-Ball Sadie) یک فیلم کمدی صامت کوتاه به کارگردانی هال روچ است که در سال ۱۹۱۵ منتشر شد. از بازیگران این فیلم می‌توان به هارولد لوید اشاره کرد.